# Obligation conjonctive
L'obligation conjonctive ou obligation commutative est celle par laquelle le débiteur doit cumulativement au même créancier et en vertu d'une obligation unique plusieurs objets ou prestations.
Ce principe se retrouve à l'article 1306 du Code civil : "L'obligation est cumulative lorsqu'elle a pour objet plusieurs prestations et que seule l'exécution de la totalité de celles-ci libère le débiteur."